# Pietro Selvatico
 Pietro Selvatico (Estense) (né le 27 avril 1803 à Padoue et mort le 26 février 1880  dans la même ville) est un architecte, historien et critique d'art italien.

## Biographie

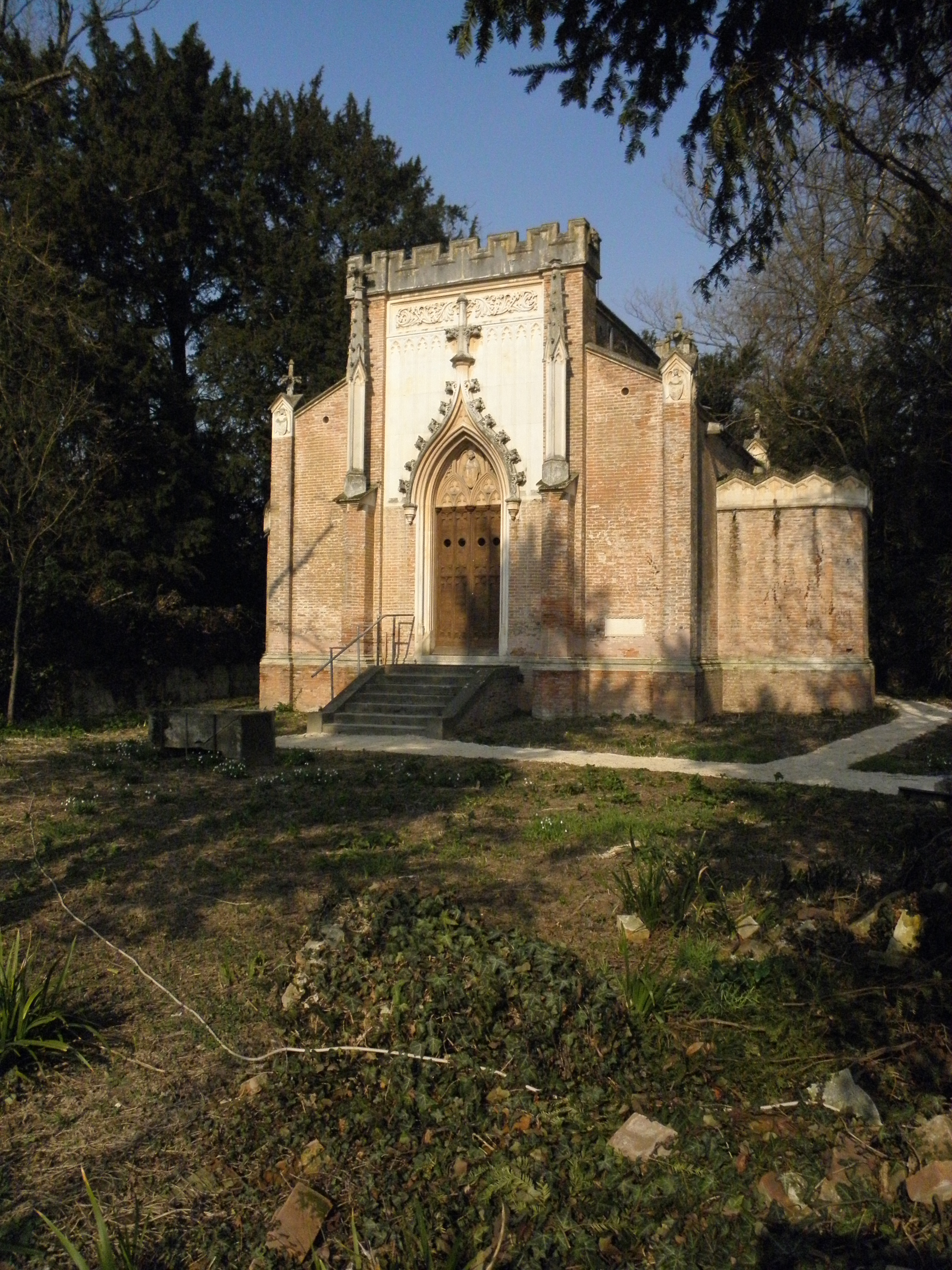
Chapelle funéraire de Villa Pisani Bolognesi Scalabrin à Vescovana, province de Padoue

Pietro Selvatico fait des études de droit à Padoue, puis se consacre à l'architecture auprès de Giuseppe Jappelli.
Ses travaux concernent des projets et des restaurations d'églises en Vénétie et au Trentin, néanmoins il est surtout connu pour la critique et l'histoire de l'art, de la restauration et le répérage des biens artistiques.
À partir de 1849, il enseigne l'esthétique et l'histoire de l'architecture à  l'Académie des beaux-arts de Venise.
Il préside la commission impériale pour la conservation des Monuments artistiques et historiques des provinces vénètes et se consacre à la conservation des fresques de Giotto de la Chapelle Scrovegni et la valorisation des biens artistiques de Padoue.
En 1867 il fonde l'« Istituto d'Arte di Padova ».
Il est protagoniste dans le débat précédant le concours pour la façade de la cathédrale de Santa Maria del Fiore, à Florence; il contribue de manière déterminante au choix du dessin de Emilio De Fabris et influence le projet définitif.

## Œuvres
Pietro Selvatico est un partisan de style néogothique, appliqué aux architectures religieuses :
- la nouvelle façade de l'église San Pietro à Trente ;
- la chapelle funéraire de Villa Pisani Bolognesi Scalabrin à Vescovana, province de Padoue.

## Source de la traduction
- (it) Cet article est partiellement ou en totalité issu de l’article de Wikipédia en italien intitulé « Pietro Selvatico » (voir la liste des auteurs).